# 歐盟高峰會
欧洲理事会（英語：European Council），是一個合議機構（合議制），負責確立歐盟的整體政治方向和優先事項。與歐盟執委會同為歐盟的執行機構。歐盟理事會由歐盟成員國國家元首或政府首長、歐盟理事會主席和歐盟執委會主席組成。外交與安全政策高級代表也參加其會議。
最早的欧洲理事会由前法国总统德斯坦提议成立于1974年，时称「欧洲经济体首脑会议」。2009年根據《里斯本條約》成為正式機構。1996年至2007年期間间，欧洲理事会通常一年举行四次。2008年至2015年期間，平均每年召开七次會議。在特殊情况下，欧洲理事会主席国也能在其国家召开欧盟领导人非正式会议。擔任国家元首角色的欧洲理事会主席由成員國首腦根據各國的選舉結果協商產生，任期兩年半，可以連任一次。
現任主席為前葡萄牙總理安東尼奧·科斯塔。

## 範圍
雖然歐盟理事會沒有立法權，但它是一個戰略（和解決危機）機構，為歐盟提供整體政治方向和優先事項，並擔任主席。歐盟執委會仍然是立法的唯一發起者，但歐盟理事會提供立法政策指南。
歐盟理事會會議，通常稱為歐盟高峰會，由主席主持，每六個月至少舉行兩次；一般在布魯塞爾的歐羅巴大廈舉行。除非條約另有規定，否則歐盟理事會的決議皆採共識決。

## 歷史
2007年《里斯本條約》簽訂後，歐盟理事會正式獲得歐盟機構地位，與歐盟部長理事會（部長理事會）區隔。在此之前，第一次歐盟國家元首或政府首腦會議分別於1961年2月和7月（分別在巴黎和波昂）舉行。該會議是歐洲共同體領導人的非正式峰會，是時任法國總統戴高樂對超國家機構（特別是歐盟執委會）在一體化進程中的主導地位感到不滿而召開，但後來逐漸消失。戴高樂離開後舉行的第一次有影響力的峰會是1969年的海牙峰會，該峰會就英國加入共同體達成了協議，並啟動了超越經濟一體化的外交政策合作（歐洲政治合作）。

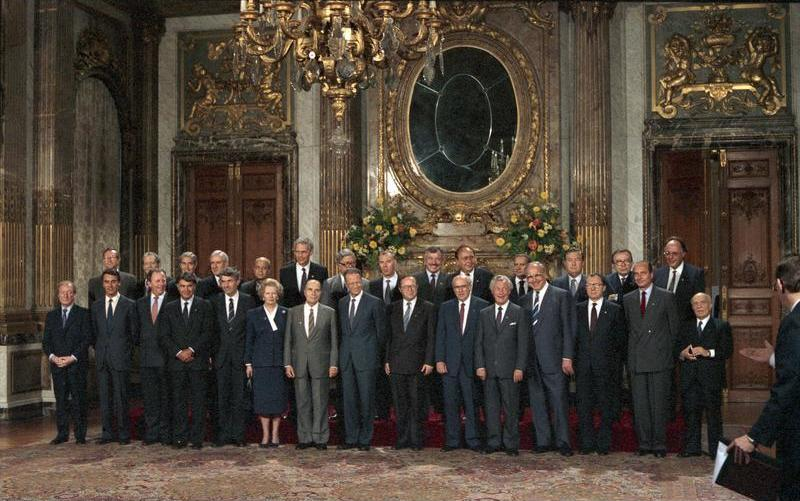
1987年比利時擔任歐盟理事會主席期間在布魯塞爾王宮拍攝的傳統合影。

高峰會在1974年至1988年間才正式確立。1974年12月巴黎峰會上，在時任法國總統德斯坦的提議下，全體一致認為在「空椅危機」和經濟問題之後需要更多高層政治投入。首屆「歐盟理事會」於1975年3月10日至11日在都柏林舉行，當時愛爾蘭擔任部長理事會主席。1987年，歐盟理事會首次被納入條約（《單一歐洲法案》），並首次在《馬斯垂克條約》中確立其角色。最初每年只需要至少召開兩次會議，但在1975年至1995年期間平均每年召開三次會議。自1996年起，每年須至少四次會議。2008年至2014年間，每年平均召開七次會議，大大超越最低次數。歐盟理事會所在地於2002年正式確定設在布魯塞爾。歐盟理事會會議有三種類型：非正式、定期和特別。雖然非正式會議也須提前1年半安排，但與預定的普通會議不同，不是提出正式的「理事會結論」，而是以針對特定政策問題的政治「聲明」作為結論。特別會議以正式的「理事會結論」作為總結，但與預定會議不同的是，會議的安排不會提前一年以上，例如2001年歐盟理事會聚集在一起領導歐盟因應九一一襲擊事件。
歐盟理事會的一些會議，以及歐盟理事會正式成立之前的政府首腦會議，被一些人視為歐盟歷史上的轉捩點。例如：
- 1969年海牙峰會：外交政策與擴代。
- 1974年巴黎峰會：理事會創立。
- 1985年米蘭峰會：啟動《單一歐洲法案》的政府間會議（英语：Intergovernmental Conference）。

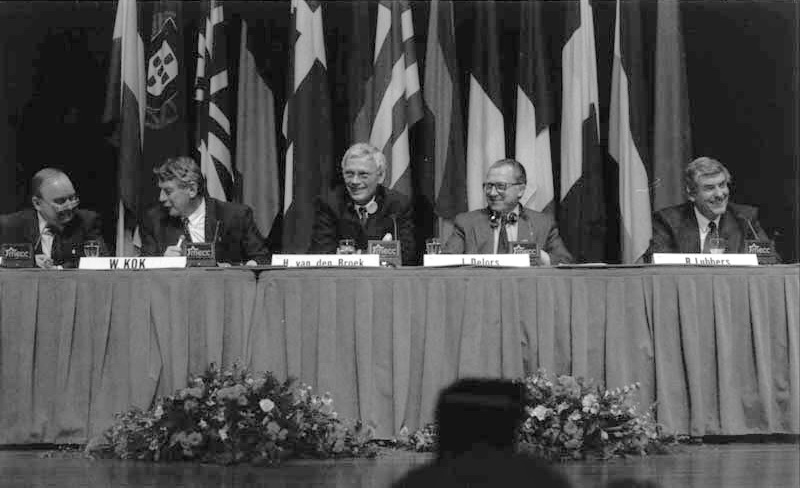
1991年12月9日至10日在馬斯垂克舉行歐盟理事會會議後，歐盟執委雅克·德洛爾以及荷蘭部長維姆·寇克、漢斯·范登布魯克和呂德·魯貝士舉行新聞會，該會議促成了《馬斯垂克條約》（1992年）

- 1991年馬斯垂克峰會：同意《馬斯垂克條約》
- 1992年愛丁堡峰會：同意（依條約規定）維持歐洲議會所在地在史特拉斯堡。
- 1993年哥本哈根峰會：促成哥本哈根標準的定義。
- 1997年阿姆斯特丹峰會：同意《阿姆斯特丹條約》。
- 1998年布魯塞爾峰會：選定成員國採用歐元。
- 1999年科隆峰會：武裝部隊聲明。[9]
- 1999年坦佩雷峰會：機構改革
- 2000年里斯本峰會：里斯本策略（英语：Lisbon Strategy）
- 2002年哥本哈根峰會：同意2004年5月歐盟擴大。
- 2007年里斯本峰會：同意《里斯本條約》。
- 2009年布魯塞爾峰會：任命首任主席和高級代表。
- 2010年：歐洲金融穩定基金

因此，歐盟理事會在《里斯本條約》生效並獲得歐盟機構地位之前就已經存在，但即使已在條約中提及（自《單一歐洲法案》以後），歐盟理事會也只能做出政治決定，而不能提出正式的法案。然而，必要時，國家元首或政府首長也可以召開部長理事會，並以部長理事會的身份作出正式決定。有時，這甚至是強制性的，例如《建立歐洲經濟共同體條約》第214條第2款規定（《里斯本條約》修訂前）「理事會『由國家元首或政府首長組成』，並以特定多數行事，應提名其打算任命的人選為執委會主席」。《馬斯垂克條約》所引入的一些貨幣政策條款也適用同樣的規則。在這種情況下，歐盟理事會會議的政治部分在法律上即為部長理事會會議。在歐盟理事會已由《單一歐洲法案》納入條約，並根據《里斯本條約》成為一個機構時，這就不再是必要程序，「由政府或國家首腦組成[歐盟]理事會會議」在這些情況下被歐盟理事會取代，歐洲理事會現在就這些情況做出具有法律約束力的正式決定（《歐洲聯盟條約》第15條）。
《里斯本條約》使歐盟理事會成為一個有別於歐盟部長（普通）理事會的正式機構，並設立了目前任期較長的全職主席職位。作為歐盟部長理事會的一個產物，歐盟理事會先前一樣採用同一輪值主席國，由各成員國輪流擔任。雖然歐盟部長理事會維持該制度，但歐盟理事會在權力沒有變化的情況下建立了一套任命個人（非國家領導人）的制度—任期兩年半，同連任一次。2009年12月該條約獲得批准後，歐盟理事會選出時任比利時首相赫爾曼·范宏畢為首任常任主席。他隨後辭去首相一職。

## 權力與職能
歐盟理事會是歐盟的一個官方機構，《里斯本條約》將其描述為「為歐盟的發展提供必要動力」的機構。從本質上來說，歐盟理事會定義了歐盟的政策議程，因此被認為是歐洲一體化的引擎。除了提供「推動力」外，歐盟理事會還發揮了進一步的作用：「解決較低級別討論中懸而未決的問題」、領導外交政策—對外充當「集體國家元首」、「正式批准重要文件」和「參與條約變更談判」。
由於該機構由國家領導人組成，匯集了成員國的行政權，因此在外交政策等備受矚目的政策領域具有很大影響力。歐盟理事會還可行使任命權，例如任命自己的主席、歐盟外交和安全政策高級代表以及歐洲中央銀行行長。它也向歐洲議會提出歐盟執委會主席候選人。此外，歐盟理事會也影響治安和司法規劃、執委會的組成、與輪值理事會主席組織相關的事務、成員的停權以及透過「高架橋條款」（Passerelle clauses）改變投票制度。儘管歐盟理事會沒有直接的立法權，但依據「緊急煞車」（Emergency brake）程序，在部長理事會中投票失敗的國家可以將有爭議的立法提交給歐盟理事會。然而，歐盟理事會仍有可能否決。歐盟理事會因擁有對歐盟超國家行政機構的權力，被一些人稱為歐盟的「最高政治權威」。

## 組成
歐盟理事會由成員國國家元首或政府首長，以及其主席和執委會主席（均無投票權）組成。各成員國外交部長也定期出席會議，執委會主席由執委會的另一名成員陪同。然而，自《里斯本條約》簽訂以來，由於隨著新成員國相繼加入歐盟，該機構的規模變得有些龐大，這項規定已被終止。依其需要，會議還可邀請其他人員加入，例如歐洲中央銀行行長。理事會秘書長出席並負責包括會議記錄在內的組織事務。歐洲議會議長也會出席並在會談開始前發表開幕致辭，概述歐洲議會的立場。
此外，協商還涉及大量幕後工作人員。然而，除了每個成員國可有兩名代表傳遞訊息外，其他大多數人員都不允許進入會議室。透過按鈕，成員也可以透過相鄰房間的「Antici Group」（Antici Group）向常駐代表尋求建議。該小組由傳達訊息和請求的外交官和助理組成。會議也需要口譯員，因為成員可以用自己的母語發言。
由於組成沒有明確規定，一些行政權劃分較大的成員國可能很難決定誰應該出席會議。亞歷山大·史塔布在擔任歐洲議會議員時認為，芬蘭總統沒有必要與芬蘭總理（歐洲外交政策負責人）一起或取代出席理事會會議。2008年，就任芬蘭外交部長的史塔布儘管也是歐洲安全與合作組織主席，但因各國人數限制而無法參加因應喬俄戰爭而召開的緊急理事會會議。波蘭也出現類似問題，波蘭總統和總理屬於不同黨派，對危機處理的外交政策也不同。

### 歐元峰會
2010年和2011年，歐元區成員國國家元首或政府首長舉行了多次臨時會議，討論主權債務危機。2011年10月，同意每年定期舉行兩次會議（如有需要，可舉行額外會議）。會議通常在歐盟理事會會議結束時舉行，並採用相同的形式（由歐盟理事會主席主持，執委會主席與會）。

### 主席
歐盟理事會主席由其成員透過有條件多數決（Qualified majority）選舉產生，任期兩年半，可連任一次。歐盟條約（TEU）第15條明列其職責。投票選出該職位的是國家元首或政府首長。主席必須在每次歐盟理事會會議後向歐洲議會報告。此職位是根據《里斯本條約》設立，然而其具體作用存在爭議。在里斯本條約以前，主席依照歐盟輪值主席國的規定進行輪調。主席的角色絕不等同於國家元首職位（禮節除外），只是歐洲政府首腦中的「同儕之首」。主席主要負責籌備和主持理事會會議，除對外代表歐盟外，沒有其他行政權力。

### 成員
| 歐洲聯盟 （無投票權） 自 2024年12月1日 |  | 歐盟理事會主席 安东尼奥·科斯塔 （社會民主進步聯盟 – 葡萄牙社会党） | 歐洲聯盟 （無投票權） 自 2019年12月1日 |  | 歐盟執委會主席 烏蘇拉·馮德萊恩 （歐洲人民黨黨團 – 德國基督教民主聯盟） | 奧地利共和國 自 2025年3月3日       |  | 總理 克里斯蒂安·施托克尔 （歐洲人民黨黨團 – 奧地利人民黨）     |
| 比利時王國 自 2025年2月3日             |  | 首相 巴尔特·德韦弗 （歐洲保守改革黨團 – 新弗拉芒聯盟）             | 保加利亞共和國 自 2025年1月16日        |  | 總理 罗森·热利亚兹科夫 （歐洲人民黨黨團 – 保加利亞歐洲發展公民黨）     | 克羅埃西亞共和國 自 2016年10月19日 |  | 總理 安德烈·普蘭科維奇 （歐洲人民黨黨團 – 克羅埃西亞民主聯盟） |
| 賽普勒斯共和國 自 2023年2月28日        |  | 總統 尼可斯·克里斯托多里底斯 （無黨籍）                            | 捷克共和國 自 2021年12月17日           |  | 總理 彼得·費亞拉 （歐洲保守改革黨團 – 公民民主黨）                     | 丹麥 自 2019年6月27日              |  | 首相 梅特·佛瑞德里克森 （社會民主進步聯盟 – 社會民主黨）       |
| 愛沙尼亞共和國 自 2024年7月23日        |  | 總理 克里斯滕·米哈爾 （復興歐洲 – 愛沙尼亞改革黨）                 | 芬蘭共和國 自 2023年6月20日            |  | 總理 彼得利·歐爾波 (歐洲人民黨黨團 – 民族聯合黨）                      | 法蘭西共和國 自 2017年5月14日      |  | 總統 艾曼紐·馬克宏 （復興歐洲 – 復興黨）                       |
| 德意志聯邦共和國 自 2025年5月6日       |  | 總理 弗里德里希·默茨 （歐洲人民黨黨團 – 德国基督教民主联盟）       | 希臘共和國 自 2023年6月26日            |  | 總理 基里亞科斯·米佐塔基斯 （歐洲人民黨黨團 – 新民主黨）               | 匈牙利 自 2010年5月29日            |  | 總理 奧班·維克多 （歐洲愛國者 – 青民盟）                       |
| 愛爾蘭 自 2025年1月3日                 |  | 總理 米歇尔·马丁 （復興歐洲 – 爱尔兰共和党）                       | 義大利共和國 自 2022年10月22日         |  | 總理 喬治亞·梅洛尼 （歐洲保守改革黨團 – 義大利兄弟黨）                 | 拉脫維亞共和國 自 2023年9月15日    |  | 總理 埃維卡·西利尼亞 （歐洲人民黨黨團 – 團結）                 |
| 立陶宛共和國 自 2019年7月12日          |  | 總統 吉塔納斯·瑙塞達 （無黨籍）                                    | 盧森堡大公國 自 2023年11月17日         |  | 首相 呂克·佛利登 （歐洲人民黨黨團 – 基督教社會人民黨）                 | 馬爾他共和國 自 2020年1月13日      |  | 總理 羅伯特·阿貝拉 （社會民主進步聯盟 – 工黨）                 |
| 荷蘭 自 2024年7月2日                   |  | 首相 迪克·史庫夫 （無黨籍）                                        | 波蘭共和國 自 2023年12月13日           |  | 總理 唐納德·圖斯克 （歐洲人民黨黨團 – 公民綱領）                       | 葡萄牙共和國 自 2024年4月2日       |  | 總理 路易斯·蒙特内格罗 （歐洲人民黨黨團 – 社會民主黨）         |
| 羅馬尼亞 自 2025年5月26日              |  | 總統 尼庫紹爾·達恩 （無黨籍）                                      | 斯洛伐克共和國 自 2023年10月25日       |  | 總理 羅伯特·費佐 （無隸屬 – 方向—社會民主黨）                          | 斯洛維尼亞共和國 自 2022年6月1日   |  | 總理 羅伯特·戈洛布 （復興歐洲 – 自由運動）                     |
| 西班牙王國 自 2018年6月2日             |  | 首相 佩德羅·桑切斯 （社會民主進步聯盟 – 西班牙工人社會黨）         | 瑞典王國 自 2022年10月18日             |  | 首相 烏爾夫·克里斯特森 （歐洲人民黨黨團 – 溫和聯合黨）                 |                                    |  |                                                                |

註釋
1. ↑  科斯塔在2015年11月至2024年4月为葡萄牙总理。
2. ↑  米佐塔基斯在2019年7月至2023年5月為希臘總理。
3. ↑  马丁在2020年6月至2022年12月為愛爾蘭總理。
4. ↑  圖斯克在2007年11月至2014年9月波蘭總理，2014年12月至2019年11月為歐盟理事會主席。
5. ↑  費佐在2006年7月至2010年4月與2012年4月至2018年3月為斯洛伐克總理。

### 政治聯盟

歐盟理事會現任成員的歐洲政治背景

幾乎所有歐盟理事會成員都是國家一級政黨的成員。他們中的大多數也是歐洲政治聯盟的成員，例如歐洲政黨和歐洲議會黨團。
這些聯盟經常在會議前與歐盟理事會成員舉行會前會議。然而，儘管意識形態聯盟可能會影響政治協議和任命（例如歐盟理事會主席），但歐盟理事會的成員是代表其成員國而不是政治聯盟，其決策通常是依據國家路線做出。
下圖概述了每個聯盟的領導者數量及其總投票權重。該地圖展示了代表每個國家成員的政治團體。
| \| 各黨團成員人數[20] \| 各黨團成員人數[20] \| 各黨團成員人數[20] \| 各黨團成員人數[20] \| 各黨團成員人數[20] \| \| ------------------ \| ------------------ \| ------------------ \| ------------------ \| ------------------ \| \| \| \| \| \| \| \| 歐洲人民黨黨團 \| 歐洲人民黨黨團 \| \| 11 (40.7%) \| 11 (40.7%) \| \| 社會民主進步聯盟 \| 社會民主進步聯盟 \| \| 4 (14.8%) \| 4 (14.8%) \| \| 復興歐洲 \| 復興歐洲 \| \| 4 (14.8%) \| 4 (14.8%) \| \| 無黨籍 \| 無黨籍 \| \| 4 (14.8%) \| 4 (14.8%) \| \| 歐洲保守改革黨團 \| 歐洲保守改革黨團 \| \| 2 ( 7.4%) \| 2 ( 7.4%) \| \| 歐洲愛國者 \| 歐洲愛國者 \| \| 1 ( 3.7%) \| 1 ( 3.7%) \| \| 無隸屬 \| 無隸屬 \| \| 1 ( 3.7%) \| 1 ( 3.7%) \| |                  |  |            |            |
| 各黨團成員人數 |                  |  |            |            |
| |                  |  |            |            |
| 歐洲人民黨黨團 | 歐洲人民黨黨團   |  | 11 (40.7%) | 11 (40.7%) |
| 社會民主進步聯盟 | 社會民主進步聯盟 |  | 4 (14.8%)  | 4 (14.8%)  |
| 復興歐洲 | 復興歐洲         |  | 4 (14.8%)  | 4 (14.8%)  |
| 無黨籍 | 無黨籍           |  | 4 (14.8%)  | 4 (14.8%)  |
| 歐洲保守改革黨團 | 歐洲保守改革黨團 |  | 2 ( 7.4%)  | 2 ( 7.4%)  |
| 歐洲愛國者 | 歐洲愛國者       |  | 1 ( 3.7%)  | 1 ( 3.7%)  |
| 無隸屬 | 無隸屬           |  | 1 ( 3.7%)  | 1 ( 3.7%)  |

| \| 各黨團人口比例[20][21] \| 各黨團人口比例[20][21] \| 各黨團人口比例[20][21] \| 各黨團人口比例[20][21] \| 各黨團人口比例[20][21] \| \| ---------------------- \| ---------------------- \| ---------------------- \| ---------------------- \| ---------------------- \| \| \| \| \| \| \| \| 社會民主進步聯盟 \| 社會民主進步聯盟 \| \| 0 (30.6%) \| 0 (30.6%) \| \| 歐洲人民黨黨團 \| 歐洲人民黨黨團 \| \| 25.6%) \| 25.6%) \| \| 復興歐洲 \| 復興歐洲 \| \| 18.4%) \| 18.4%) \| \| 歐洲保守改革黨團 \| 歐洲保守改革黨團 \| \| 15.7%) \| 15.7%) \| \| 無黨籍 \| 無黨籍 \| \| 6.3%) \| 6.3%) \| \| 歐洲愛國者 \| 歐洲愛國者 \| \| 2.2%) \| 2.2%) \| \| 無隸屬 \| 無隸屬 \| \| 1.2%) \| 1.2%) \| |                  |  |           |           |
| 各黨團人口比例 |                  |  |           |           |
| |                  |  |           |           |
| 社會民主進步聯盟 | 社會民主進步聯盟 |  | 0 (30.6%) | 0 (30.6%) |
| 歐洲人民黨黨團 | 歐洲人民黨黨團   |  | 25.6%)    | 25.6%)    |
| 復興歐洲 | 復興歐洲         |  | 18.4%)    | 18.4%)    |
| 歐洲保守改革黨團 | 歐洲保守改革黨團 |  | 15.7%)    | 15.7%)    |
| 無黨籍 | 無黨籍           |  | 6.3%)     | 6.3%)     |
| 歐洲愛國者 | 歐洲愛國者       |  | 2.2%)     | 2.2%)     |
| 無隸屬 | 無隸屬           |  | 1.2%)     | 1.2%)     |

## 所在地與會議
根據《歐洲聯盟條約》第15.3條，歐盟理事會每六個月至少召開兩次會議，但實際上召開的頻率更高。儘管努力控制業務，但會議通常持續至少兩天，並持續到深夜。
2002年之前，歐盟理事會高峰會的舉辦地是擔任歐盟理事會輪值主席國的成員國。然而，歐洲領導人在批准《尼斯條約》時同意放棄這項安排，因為歐盟成員國總數已超過18個成員國。該協議於2002年提前實施，部分國家同意放棄主辦會議的權利，轉而選擇布魯塞爾作為會議地點。隨著歐盟成員國數量增加到25個，並於2004年擴大規模，歐盟理事會隨後的所有正式峰會均在布魯塞爾舉行，但臨時會議除外，例如2017年在馬爾他舉行的歐洲理事會非正式會議。舉辦大型高峰會的後勤、環境、財政和保全安排通常被認為是歐盟領導人獲得歐盟理事會常任主席席位的主要因素。此外，一些學者認為，此舉與《里斯本條約》中歐盟理事會的正式化相結合，代表了一個起源於盧森堡妥協的歐盟特設機構的制度化，各國領導人重申其作為歐盟「最高政治權力」的主導地位。
最初，歐盟理事會和歐盟部長理事會都使用尤斯圖斯·利普修斯大廈作為布魯塞爾的會場。為了給額外的會議騰出空間，建築進行翻修，包括將地下停車場改造成新聞發布室。然而，2004年領導人決定，由於過時的設施造成的後勤問題，有必要建造一個新的專用所在地，以應對每年近6,000場會議、工作小組和高峰會。因此，歐羅巴大廈於2017年開業。新建築的焦點是主會議室所在的獨特多層「燈籠形」結構，它被用在歐盟理事會和歐盟部長理事會的官方標誌中。

## 与其他欧盟体制的关系
- 欧盟理事会（又稱歐盟部長理事會，為上院機構）
  - 欧盟部长理事会负责准备每次欧洲理事会并和欧洲议会一起编写把欧洲理事会决策付之实施的法律文件。
- 欧盟委员会（又稱歐盟執委會，行政權）
  - 欧盟委员会主席出席理事会的每次会议，每次会议之后理事会向欧盟委员会交付书面决定和提议。
- 欧洲议会（立法權，下院）
  - 每次首脑会议的开始欧洲议会议长都会发表一份宣言。
  - 轮值主席国主席必须在其任期内向欧洲议会所有议员介绍接下来六个月内欧盟的主要活动，并通过辩论的方式和议员们讨论。

## 衍伸閱讀
- Wessels, Wolfgang. . Palgrave Macmillan. 2016. ISBN 978-0333587461.
- Europedia: Guide to European policies and legislation （页面存档备份，存于）